# Barcelona Dragons (NFL Europe)
| Barcelona Dragons                                                                                                  | Barcelona Dragons                                                  |
| Gegründet 1991 – Aufgelöst 2003 Spielten in Barcelona, Spanien                                                     | Gegründet 1991 – Aufgelöst 2003 Spielten in Barcelona, Spanien     |
| --- | ------------------------------------------------------------------ |
| \| \| \| \| \| \|                                                                                                  |                                                                    |
| Teamfarben | Dunkelgrün Green, Karminrot, Gold, Weiß                            |
| Liga |                                                                    |
| - World League of American Football (1991-1992) Europa division - Word League (1995-1997) - NFL Europe (1998-2003) |                                                                    |
| Teamgeschichte |                                                                    |
| Teamnamen | - Barcelona Dragons (1991–2001) - FC Barcelona Dragons (2002–2003) |
| Erfolge |                                                                    |
| Meisterschaften (1) World Bowl 1997                                                                                |                                                                    |
| Play-off-Teilnahmen (5) 1991, 1992, 1997, 1999, 2001                                                               |                                                                    |
| Stadien |                                                                    |
| - Estadi Olímpic Lluís Companys (1991-2002) - Mini Estadi (2003)                                                   |                                                                    |
| |                                                                    |
| |                                                                    |

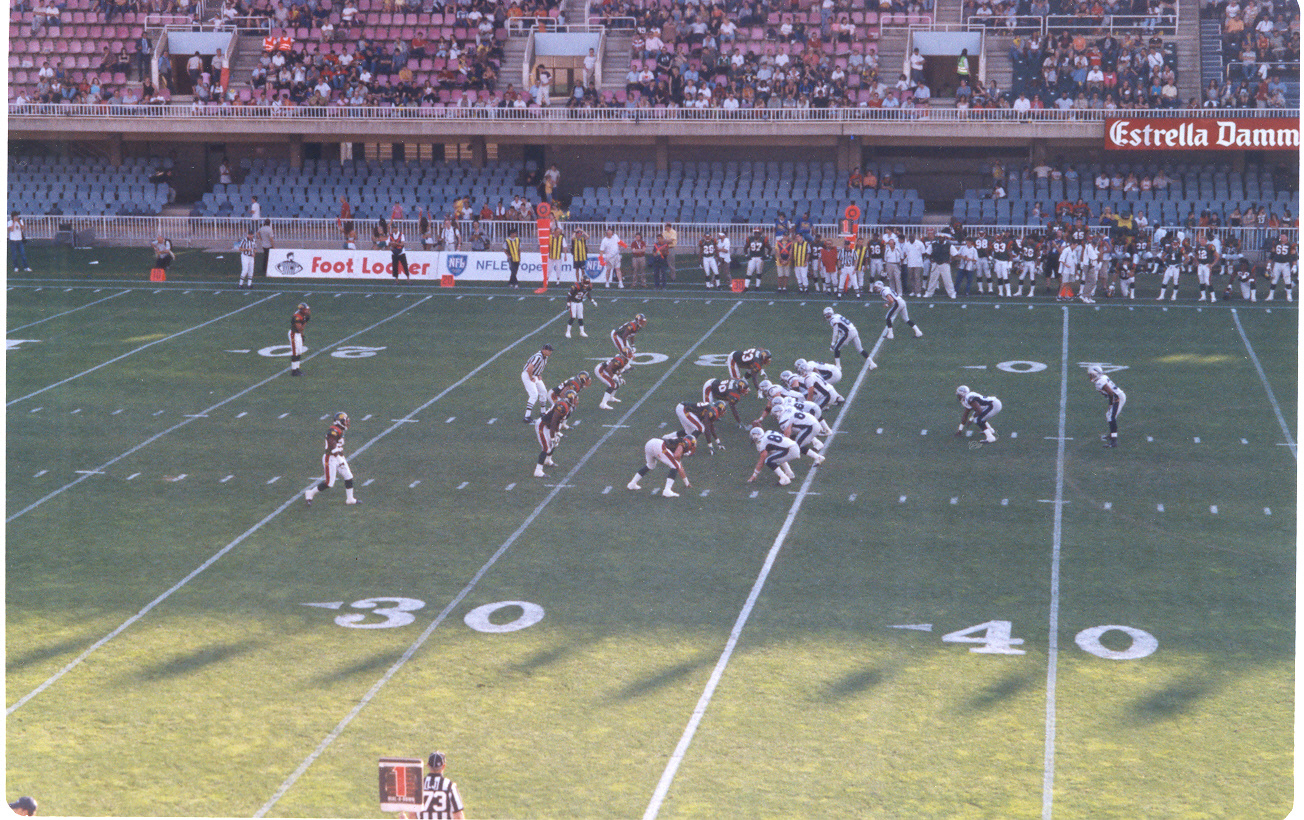
Die Dragons in ihrem Heimatstadion

Das American-Football-Team Barcelona Dragons (von 2002 bis 2003 FC Barcelona Dragons) war 1991 Gründungsmitglied der World League of American Football, der späteren NFL Europe.
In der Premieren-Saison waren sie das einzige Team, das die London Monarchs schlagen konnte. Im ersten World Bowl gewannen die Londoner jedoch ihr Heimspiel in Wembley.
Die Dragons trugen ihre Heimspiele im Olympiastadion Estadi Olímpic Lluís Companys von Barcelona aus, wo die Olympischen Sommerspiele 1992 ausgetragen wurden. 2003 spielten sie im Mini Estadi.
Unter ihrem einzigen Trainer, El Caballero Jack Bicknell, gewannen die Dragons einmal den World Bowl 1997, verloren aber in den Jahren 1991, 1999 und 2001.
Im Jahre 2002 wurden die Dragons dem FC Barcelona angeschlossen.
Nach der Saison 2003 wurden die Dragons aufgelöst und ab 2004 in der Liga durch die Cologne Centurions ersetzt.

## Nachfolge
2021 startete ein gleichnamiges Team in die neu gegründete European League of Football.

## Spielzeiten
| Spielzeit            | Liga (Division) | Siege | Niederlagen | Remis | SQ   | Platz | Postseason                                                  |
| -------------------- | --------------- | ----- | ----------- | ----- | ---- | ----- | ----------------------------------------------------------- |
| 1991                 | WLAF (European) | 8     | 2           | 9     | .800 | 2.    | HF: 10:3 bei Birmingham Fire WB: 0:21 gegen London Monarchs |
| 1992                 | WLAF (European) | 5     | 5           | 0     | .500 | 1.    | HF: 15:17 bei Sacramento Surge                              |
|                      |                 |       |             |       |      |       |                                                             |
| 1995                 | World League    | 5     | 5           | 0     | .500 | 3.    | –                                                           |
| 1996                 | World League    | 5     | 5           | 0     | .500 | 4.    | –                                                           |
| 1997                 | World League    | 5     | 5           | 0     | .500 | 2.    | WB: 38:24 gegen Rhein Fire                                  |
| 1998                 | NFL Europe      | 4     | 6           | 0     | .400 | 4,    | –                                                           |
| 1999                 | NFL Europe      | 7     | 3           | 0     | .700 | 1.    | WB: 24:28 gegen Frankfurt Galaxy                            |
| 2000                 | NFL Europe      | 5     | 5           | 0     | .500 | 3.    | –                                                           |
| 2001                 | NFL Europe      | 8     | 2           | 0     | .800 | 1.    | WB: 17:24 gegen Berlin Thunder                              |
| FC Barcelona Dragons |                 |       |             |       |      |       |                                                             |
| 2002                 | NFL Europe      | 2     | 8           | 0     | .200 | 6.    | –                                                           |
| 2003                 | NFL Europe      | 5     | 5           | 0     | .500 | 4.    | –                                                           |
| Summe                | Summe           | 59    | 51          | 0     | .536 |       | World Bowl Sieg: 1 World Bowl Niederlagen: 3                |